# صغاد
صغاد (بالفارسية: صغاد) هي مدينة تقع في إيران في الناحية المركزية. يقدر عدد سكانها بـ 11,065 نسمة.